# Simona Nicolae
Simona Nicolae (Costanza, 10 settembre 1974) è un'ex cestista rumena.

## Carriera
Con la Romania ha disputato due edizioni dei Campionati europei (1995, 2001).